# Nationaal park van de Jaú
Het Nationaal park van de Jaú (Portugees: Parque Nacional do Jaú) is een nationaal park in de Braziliaanse staat Amazonas. Het is het grootste bosreservaat van Zuid-Amerika. Met een oppervlakte van 22.720 km² is het groter dan de helft van Nederland of België.
In 2000 werd het park door de UNESCO tot Werelderfgoed verklaard. In 2003 werd het uitgebreid tot het Natuurbeschermingscomplex Centraal-Amazonas (Complexo de Conservação da Amazônia Central) van 53.230,18 km².
Het park ligt tussen 1° en 3° zuiderbreedte en 61°30' en 64° westerlengte, aan de Rio Negro. Het ligt op 200 kilometer ten noordwesten van Manaus. Vanuit deze stad is het park per boot te bereiken. Om het park binnen te gaan is toestemming van de Braziliaanse regering nodig.
In het tropische regenwoud van dit park komen onder andere gevlekte jaguars, lamantijnen, orinocodolfijnen en krokodillen voor.